# Charles Partos
Charles Partos (ur. 10 sierpnia 1936 jako Carol Partoș, zm. 1 maja 2015) – szwajcarski szachista pochodzenia rumuńskiego, mistrz międzynarodowy od 1975 roku.

## Kariera szachowa
Od połowy lat 60. do połowy lat 70. XX wieku należał do czołówki rumuńskich szachistów. Trzykrotnie zdobył medale indywidualnych mistrzostw kraju: złoty (1972), srebrny (1966) oraz brązowy (1965). W latach 1958 i 1965 wystąpił w narodowym zespole na drużynowych mistrzostwach świata studentów, natomiast w 1972 i 1974 dwukrotnie reprezentował Rumunię na szachowych olimpiadach, a po zmianie obywatelstwa w połowie lat 70. – również dwukrotnie Szwajcarię (1982, 1986).
Odniósł kilka sukcesów w turniejach międzynarodowych, m.in.: dz. III m. w Bukareszcie (1975, za Victorem Ciocalteą i Rainerem Knaakiem, wspólnie z Anatolijem Łutikowem i Volodią Vaismanem), I m. w Biel (1978, turniej otwarty) oraz dz. III m. w tym mieście (1979, turniej główny, za Wiktorem Korcznojem i Heinzem Wirthensohnem, wspólnie z Wolfgangiem Unzickerem i Dragutinem Sahoviciem). W 2006 r. uzyskał jeden z najlepszych indywidualnych wyników (8 pkt w 9 partiach) podczas drużynowych mistrzostw Szwajcarii.
Najwyższy ranking w karierze osiągnął 1 lipca 1972 r., z wynikiem 2425 punktów zajmował wówczas 5. miejsce wśród rumuńskich szachistów.